# Vampire Night
Vampire Night est un jeu vidéo de tir au pistolet optique développé par Wow Entertainment et édité par Namco, sorti en 2000 sur borne d'arcade et en 2001 sur PlayStation 2.

## Accueil
- Jeuxvideo.com : 13/20[1]